# NGC 1093
NGC 1093 is een spiraalvormig sterrenstelsel in het sterrenbeeld Driehoek. Het hemelobject werd op 6 december 1879 ontdekt door de Franse astronoom Édouard Jean-Marie Stephan.

## Synoniemen
- PGC 10606
- UGC 2274
- MCG 6-7-11
- ZWG 524.22
- IRAS02452+3412